# Henry S. Harper
Henry Sleeper Harper (11 de marzo de 1864 - 1 de marzo de 1944) fue un editor estadounidense, uno de los fundadores de la firma Harper & Brothers en 1896. Harper es recordado como pasajero superviviente en el RMS Titanic cuando se hundió en la noche del 14 al 15 de abril de 1912, y también por su trabajo para salvar los bosques de las montañas Adirondack de la tala, así como por el hecho de que su perro pequinés Sun Yat-sen fue uno de tres perros en sobrevivir al naufragio del trasatlántico.

## Primeros años y educación
Hijo de Joseph Wesley Harper, Jr. (1839–1896) y su esposa Abigail Payson Sleeper (1829–1866), Henry se graduó en la Universidad de Columbia.

## Carrera
Henry era director de Harper & Brothers Publishing. El abuelo de Henry había fundado la firma, que se convirtió en 1900 en una conocida casa editorial.

## Vida personal
Se casó con Myra Raymond Haxtun el 28 de febrero de 1889. Tuvieron un único hijo que murió en la infancia. En 1911, adquirió una casa en 133 E. 21.º St., con vistas a Gramercy Park al norte. Después de la muerte de Myra el 27 de noviembre de 1923, se casó en segundas nupcias con Anne Waterman Hopson (1884–1976), una sobrina de su primera mujer, y tuvieron un hijo, Henry Sleeper Harper, Jr.
Harper fue uno de los invitados al 67.º cumpleaños de Mark Twain, el 28 de noviembre de 1902, en el Metropolitan Club de Nueva York.
Era miembro del University Club of New York y la Century Association. Además, era dueño de un campamento en Buck Mountain Point, en Long Lake, en las montañas Adirondack, y sirvió como secretario de la Asociación para la Protección de las Adirondacks.

## R.M.S. Titanic
Tras unas vacaciones por Europa y Asia, Henry y su esposa Myra embarcaron en el Titanic en Cherburgo, alojándose en la suite de primera clase D-33. Acompañaban a los Harper Hamad Hassab Bureik (un dragomán egipcio, o intérprete, que Henry había contratado y se hizo amigo en Egipto), y el preciado perro pequinés de Henry, "Sun Yat Sen".
En el momento del impacto, Henry y Myra estaban cenando. Entonces se les dijo que regresaran a su camarote, se vistieran abrigadamente, se pusieran los chalecos salvavidas, y subieran a cubierta. Henry se puso un sobretodo sobre su esmoquin, y Myra un abrigo de piel negro sobre su glamuroso vestido de cena. Ella cogió además un par de guantes, un manguito de piel, y su collar de perlas que era un regalo de su madre. Después, la adinerada pareja subió sin incidencias al bote salvavidas número 3 junto con el dragomán y Sun Yat Sen. Los cuatro sobrevivieron al hundimiento.
Para el rodaje del documental Misterios del Titanic (2001), James Cameron envió un robot al camarote de los Harper y encontró el bombín de Henry todavía sobre los restos del armario.